# Into the Night (película)

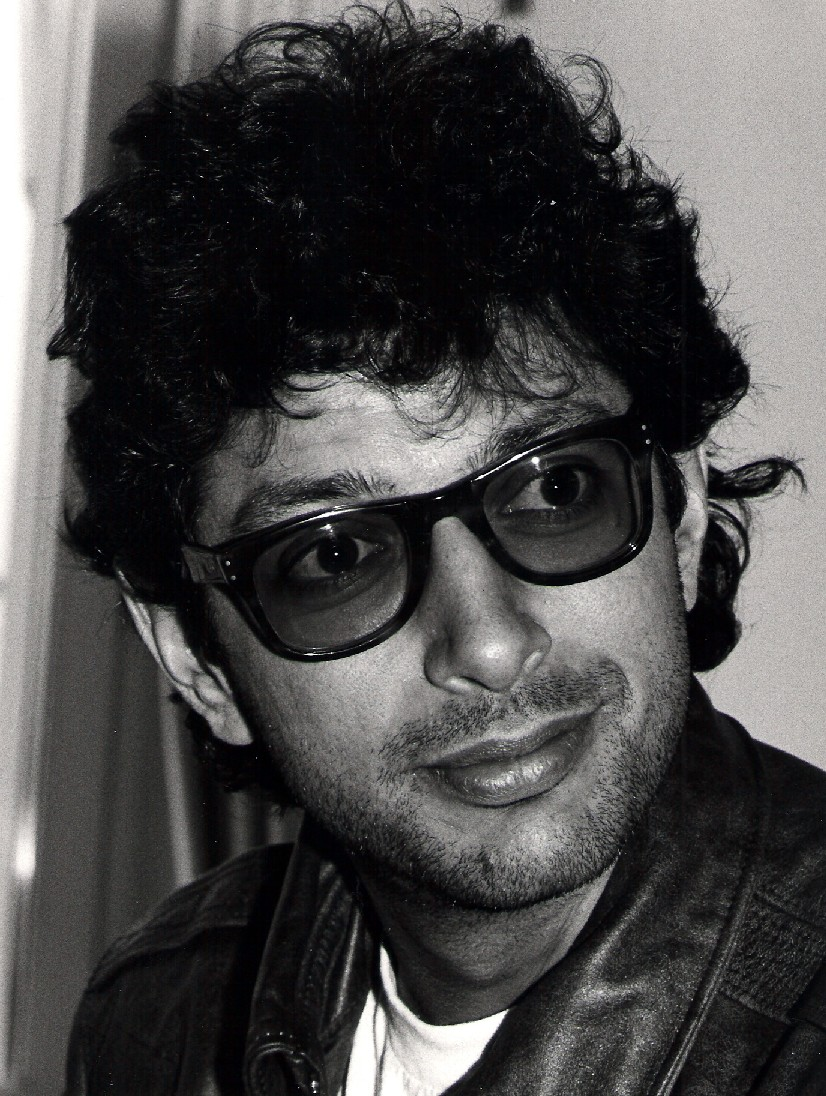
Jeff Goldblum el año del estreno

Into the Night, conocida en español como Fuga al amanecer salvo en España que se la conoce como Cuando llega la noche, es una comedia americana de 1985 dirigida por John Landis, protagonizada por Jeff Goldblum y Michelle Pfeiffer. La película es famosa por la cantidad de cameos de prestigiosos directores que hay durante todo el metraje. 

## Sinopsis
Ed Okin (Jeff Goldblum) descubre que su mujer le es infiel y, muy deprimido, decide dar un paseo nocturno por el LAX donde se encuentra por casualidad con Diana (Michelle Pfeiffer), que esta huyendo de cuatro iraníes. Ed hace de buen samaritano y le presta su ayuda sin sospechar que Diana ha robado las esmeraldas del Shah de Irán y está siendo perseguida por varios agentes y un asesino a sueldo británico (David Bowie).

## Reparto
| Actor              | Personaje              |
| ------------------ | ---------------------- |
| Jeff Goldblum      | Ed Okin                |
| Michelle Pfeiffer  | Diana                  |
| Dan Aykroyd        | Herb                   |
| Bruce McGill       | Charlie                |
| David Bowie        | Colin Morris           |
| Richard Farnsworth | Jack Alcaparra         |
| Vera Miles         | Joan Alcaparra         |
| Irene Papas        | Shaheen Parvici        |
| Clu Gulager        | Agente Federal         |
| Kathryn Harrold    | Christie               |
| Stacey Pickren     | Ellen Okin             |
| Arte Evans         | Jimmy                  |
| John Hostetter     | Ingeniero Aeroespacial |

### Cameos
John Landis aparece en la película el miembro mudo del cuarteto iraní.
- Jack Arnold, director de películas de ciencia ficción como It Came from Outer Space (1953), como el hombre con el perro en el ascensor.
- Rick Baker, artista de maquillaje Galardonado por Un Hombre lobo americano en Londres (1981), como el camello.
- Paul Bartel, director de películas de presupuesto bajo, incluyendo Comiendo Raoul (1982), como portero del Beverly Wilshire Hotel.
- David Cronenberg, director de películas de horror, como jefe de Ed.
- Jonathan Demme, director de El silencio de los corderos, como el agente federal con gafas.
- Richard Franklin, director australiano de Roadgames (1981), como el ingeniero aeroespacial de la cafetería.
- Carl Gottlieb, guionista de Tiburón (1975), como el agente federal con bigote.
- Amy Heckerling, directora de Fast Times at Ridgemont High (1982), como "Amy", la camarera torpe.
- Jim Henson, creador de Los Muppets como el hombre en el teléfono.
- Colin Higgins, quien escribió Harold y Maude (1971) y dirigió La casa más divertida de Texas (1982), como el actor en la película de rehén.
- Lawrence Kasdan, escritor y director de Fuego en el Cuerpo (1981), como el detective policía.
- Jonathan Lynn, guionista de Sí, Ministro, como el sastre.
- Paul Mazursky, director de Bob & Carol & Ted & Alice (1969) y Unmarried Woman (1978) como Bud Herman.
- Carl Perkins, rockabilly músico y compositor como Señor Williams.
- Daniel Petrie, director de Raisin in the Sun (1961), como el director de la película de rehén.
- Dedee Pfeiffer, actriz y hermana de Michelle Pfeiffer, como la prostituta.
- Waldo Sal, guionista Galardonado de Cowboy de Medianoche (1969) y Regreso sin Gloria (1978), como el hombre que informa a Ed de que su coche ha sido remolcado.
- Don Siegel, director de Invasión de los ladrones de cuerpos (1956) y Harry el Sucio (1971), como el hombre cogido con una chica en el baño de hotel.
- Jake Steinfeld tiene un papel pequeño como "Larry", el guardaespaldas de Jack Alcaparra.
- Roger Vadim, director de Y Dios creó a la mujer (1956) y Barbarella (1968), como Monsieur Melville, el secuestrador francés.

## Producción
La película fue aprobada por Sean Daniel, presidente de Universal

## Recepción crítica
El film tiene un índice de 38% en Rotten Tomatoes. Vincent Canby en el New York Times escribió: "Un poco tiene gracia, pero mucho es grotesco", aunque elogió a los dos actores principales Variety dijo que es demasiado dura para ser una comedia, pero destacó el rendimiento de Jeff Goldblum
Algunos críticos opinaron que la gran cantidad de cameos eran innecesarios. Roger Ebert dijo: "Si yo fuese el agente de Goldblum o Pfeiffer, habría protestado delante de la oficina de Landis." Time Out destaca la excelente contribución de David Bowie.

## Banda sonora
Estuvo compuesta por Ira Newborn que también compuso dos canciones nuevas para la banda sonora: "A la Noche" y "Mi Lucille" (ambas interpretadas por B.B. King).
La edición oficial de la banda sonora también incluye las canciones "Let´s get it on", de Marvin Gaye, y "no Me Puedo Ayudar (Ramo de Miel de Pastel de Azúcar)", de Four Tops. Todas las canciones de B.B. King de la banda sonora están disponibles en Clásico B.B.King CD (de "La Colección de Maestros Universal").